# Fernando Pessoa
Fernando António Nogueira Pessoa (Lisabon, 13. lipnja 1888. – Lisabon, 30. studenog 1935.), portuglaski pjesnik modernizma. Istaknuto ime književnosti 20. stoljeća i jedan od najvećih pjesnika portugalskog jezika. Pisao je i na engleskom i francuskom, i pod više od 70 različitih imena – heteronima.

## Životopis
Rođen u Lisabonu. Od sedme godine živio je u južnoafričkom gradu Durbanu, gdje mu je očuh bio portugalski konzul. Zarana je čitao i pisao na engleskom, na kojem je napisao i prve stihove, želeći postati veliki pjesnik na tom jeziku.
Vraća se u Portugal 1905. i započinje studij portugalske književnosti. Prekinuvši studij, radi kao inokorespondent i prevoditelj. Objavljuje u avangardnim revijama, posebno u modernističkom Orpheu, kojeg je utemeljio 1915. Intenzivno čita o poeziji, estetici i filozofiji. Prvu knjigu poezije "Antinous" objavljuje na engleskom 1918., zatim objavljuje još dvije. Prvu knjigu na portugalskom ("Masaža") objavljuje 1934. Prošla je nezapaženo, i Pessoa iduće godine umire gotovo nepoznat.
Tijekom 40-ih godina 20. stoljeća njegove pjesme privlače pozornost u Portugalu i Brazilu, zatim i šire, te postaje klasikom europske i svjetske književnosti. Tome je pomogla i pojava Pessoinih "Sabranih djela" u 11 svezaka ("Obras Completas", 1942. – 1947.). Originalnost njegova opusa je među ostalim i u činjenici da je pisao pod više od 70 pseudonima, koje je nazivao heteronimima. Pessoini heteronimi nisu autorove različite "varijante", ili tek imena iza kojih stoji jedinstvena književna vizija. Heteronimi funkcioniraju kao posebni autori, s vlastitim jezikom, biografijom i nazorima. Često imaju oprečnu poetiku i stil. Pessoa je kroz heteronime uobličio svoja bogata pjesnička nagnuća, koja su ponekad bila u krajnjem proturječju.
Neki Pessoini heteronimi su otkriveni tek u 21. stoljeću, a četiri se ističu među ostalima – Alberto Caeiro, Ricardo Reis, Álvaro de Campos i Bernardo Soares. Prva "trojica" su sudjelovali u literarnom životu Pessoinog doba, i pisali oglede jedni o drugima u književnim revijama. Alberto Caeiro je u pjesmama slavio stvaralačke procese i snage u prirodi. Djelo Álvara de Camposa je po mnogim karakteristikama nalikovalo na američkog pjesnika Walta Whitmana. Ricardo Reis je bio klasicist, zaokupljen pitanjima sudbine. Pod imenom Bernardo Soares je Pessoa napisao uglednu knjigu pjesničkih fragmenata, u obliku dnevnika. Na njoj je Pessoa radio zadnjih 20-ak godina prije smrti, i nije ju dovršio. Prvi put je objavljena u cjelovitom obliku 1982. i izazvala međunarodnu pažnju. Puni prijevod na engleski je izašao 2001.
Pessoa je u svom liku i djelu utjelovio mnoge suprotstavljene struje modernizma: racionalno i iracionalno, revoltiranost tradicijom i istodobnu nostalgiju za njom, težnju za apsolutnim i svijest o relativnome, želju za sjedinjenjem s drugima i neprekidan osjećaj samoće. Autor je i većeg broja proznih djela – književnih eseja, ogleda iz estetike, filozofskih i ezoteričnih spisa, dnevničkih zapisa. Pisao je i beletristiku, ponajviše krimiće. Bitno je utjecao na sve kasnije pjesničke naraštaje, pogotovo u portugalskom i španjolskom govornom području.